# Naga ostroga

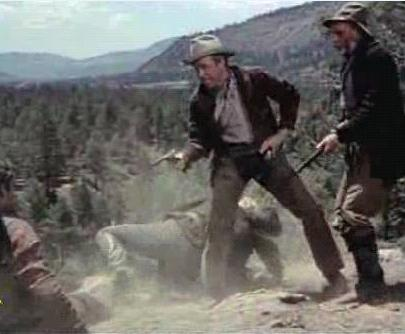
James Stewart i Millard Mitchell w scenie z filmu

Naga ostroga (ang. The Naked Spur) – amerykański western z 1953 roku.

## Fabuła
Grupa łowców nagród ściga poszukiwanego mordercę Bena Vandergoata, za którego głowę jest wyznaczona wysoka nagroda. Wkrótce udaje im się schwytać bandytę. To jednak dopiero początek kłopotów. W czasie transportu Ben usiłuje skłócić ze sobą łowców nagród, wykorzystując dzielące ich różnice.

## Obsada
- James Stewart - Howard Kemp
- Janet Leigh - Linia Patch
- Robert Ryan - Ben Vandergroat
- Ralph Meeker - Roy Anderson
- Millard Mitchell - Jesse Tate

## Nominacje
Film otrzymał jedną nominację w 1954 roku do Oscara za najlepsze materiały do scenariusza i scenariusz Harold Jack Bloom, Sam Rolfe.